# Hermann Imhof

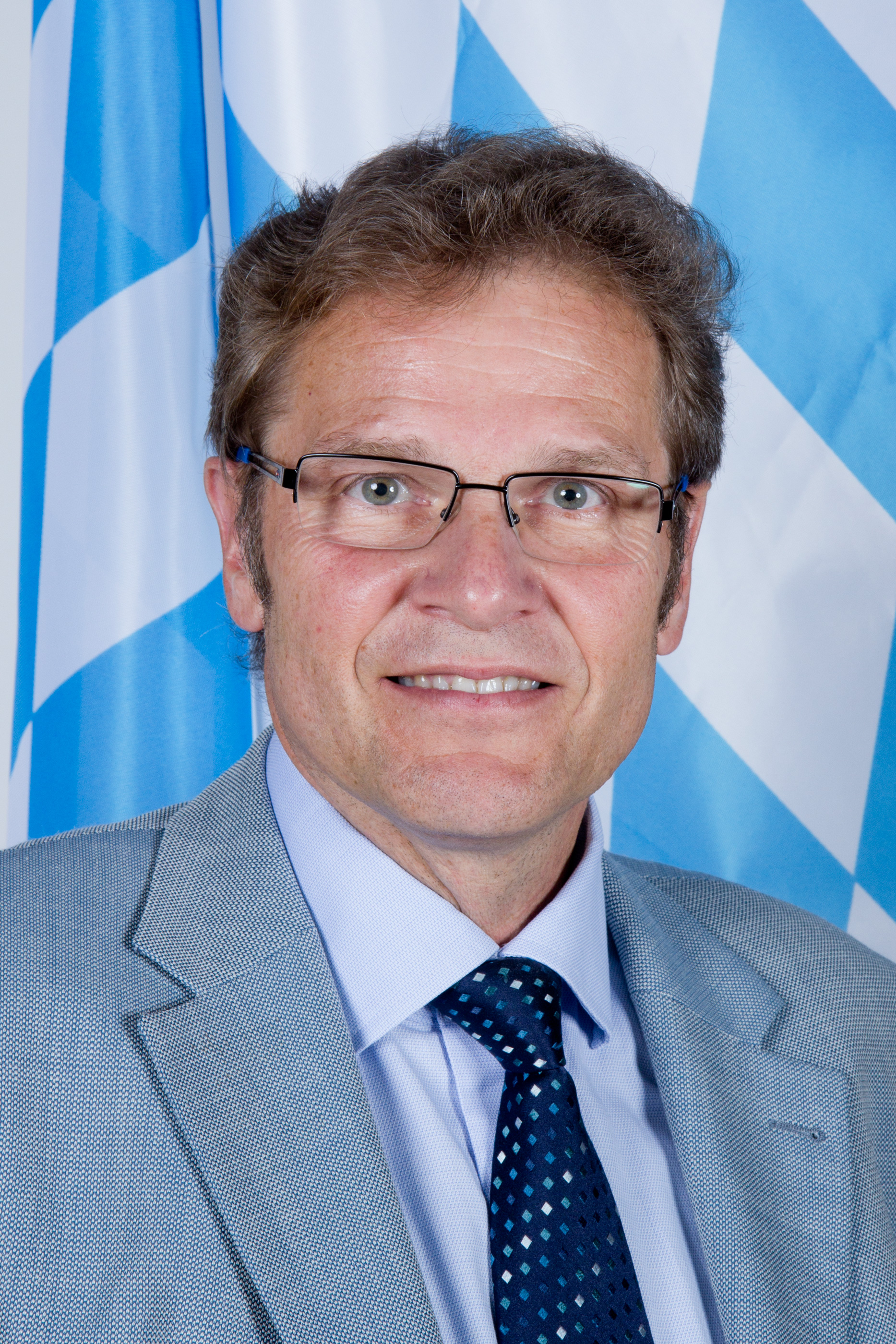
Hermann Imhof 2012

Hermann Imhof (* 16. April 1953 in Nürnberg) ist ein bayerischer Politiker (bis zum Parteiaustritt 2025 CSU). Von Oktober 2003 bis Oktober 2018 vertrat er den Stimmkreis Nürnberg-Ost (Mittelfranken) als Abgeordneter im Bayerischen Landtag. Sein Nachfolger als CSU-Direktkandidat im Stimmkreis Nürnberg-Ost wurde Markus Söder.

## Ausbildung und Beruf
Imhof machte nach dem Besuch der Grundschule (1959–1966) und der Realschule (Mittlere Reife 1970) in den Jahren 1970 bis 1974 eine Ausbildung zum Hotelkaufmann. Danach leistete er Wehrdienst und arbeitete als Personalleiter und Caritasdirektor. Bis zu seiner Wahl in den Landtag war er stellvertretender Geschäftsführer. 1978 bis 1981 belegte er eine Weiterbildung zum Betriebswirt (VWA).
Imhof ist römisch-katholisch, verheiratet und hat drei erwachsene Töchter.

## Politik
Imhof war von 1993 bis 2025 CSU-Mitglied. Er war Mitglied in der Familienkommission der CSU. Bis Mai 2010 war er Stellvertretender Landesvorsitzender der CSA.
Von Mai 1996 bis Oktober 2003 war Imhof Stadtrat in Nürnberg und dort Sprecher für Jugend, Familie und Soziales. In dieser Funktion war Imhof der Initiator des im Jahr 2001 gegründeten Nürnberger Bündnis für Familie.
In der 17. Legislaturperiode des Landtags war Imhof Mitglied im Ausschuss für Arbeit und Soziales, Jugend, Familie und Integration sowie im Ausschuss für Gesundheit und Pflege.
Vom 1. Februar 2014 an war Imhof Patienten- und Pflegebeauftragter der Bayerischen Staatsregierung.

## Sonstige Ämter
Imhof ist Mitglied im Hochschulrat der Georg-Simon-Ohm-Hochschule Nürnberg, Mitglied im Bayerischen Landesgesundheitsrat Bayern, Kuratoriumsmitglied der Katholischen Akademie für Berufe im Gesundheits- und Sozialwesen in Bayern e. V., Regensburg, Beiratsmitglied beim Fanprojekt Nürnberg Gesellschaft für sozialverträgliche Innovation und Technologie e. V., Mitglied des Verwaltungsrats des Instituts für Soziale und Kulturelle Arbeit (ISKA) Nürnberg, Beiratsmitglied DoKuPäd Pädagogik rund um das Dokumentationszentrum Kreisjugendring Nürnberg-Stadt, Beiratsmitglied Klasse.im.puls Friedrich-Alexander-Universität Erlangen-Nürnberg, Mitglied Familienbund der Katholiken Bamberg.
Seit dem 1. Oktober 2018 ist Imhof Mitglied des Kuratoriums der Diakonie Neuendettelsau.